# 4191 Assesse
4191 Assesse је астероид главног астероидног појаса чија средња удаљеност од Сунца износи 2,632 астрономских јединица (АЈ).
Апсолутна магнитуда астероида је 12,4.